# Alcione (piosenkarka)
Alcione, właściwie Alcione Dias Nazareth (ur. 21 listopada 1947 r. w São Luís) – brazylijska piosenkarka i kompozytorka. Jedna z najbardziej znanych brazylijskich artystek, śpiewających sambę, nazywana Rainha do Samba (Królowa Samby) oraz Marrom (Brązowa).

## Życiorys
Alcione Dias Nazareth urodziła się 21 listopada 1947 roku w São Luís, stolicy stanu Maranhão, w Regionie Północno-Wschodnim Brazylii. Jej matką była Filipa Teles Rodrigues, a ojcem João Carlos Dias Nazareth, policjant i muzyk. Jej imię było inspirowane parapsychologiczną powieścią Renúncia, spisaną przez Chico Xaviera. Alcione jest czwartą spośród dziewiątki rodzeństwa. Ma również dziewięcioro przyrodniego rodzeństwa, ze związków pozamałżeńskich ojca. Cała osiemnastka utrzymywała ze sobą serdeczne relacje, a matka Alcione wykarmiła jedną z jej przyrodnich sióstr, Mercedes, uważając, że dziecko nie jest winne zdrad jej męża.
Dzięki wsparciu ojca, Alcione od dzieciństwa rozwijała swój talent muzyczny. W wieku 13 lat zaczęła pobierać lekcje gry na klarnecie. Występowała wtedy również przez rodziną i przyjaciółmi. Zadebiutowała na scenie w wieku 12 lat, występując wraz z orkiestrą Orquestra Jazz Guarani, której członkiem był jej ojciec. Pewnego wieczoru wokalista orkiestry stracił głos i zastąpiła go Alcione, wykonując m.in. utwory Palma branca oraz fado Ai, Mouraria.
Przez pewien czas pracowała jako nauczycielka w szkole podstawowej, jednak w wieku 20 lat została zwolniona po tym, jak dała uczniom lekcję gry na trąbce. Od tej chwili poświęciła się muzyce, występując w lokalnej telewizji TV do Maranhão w latach 1965-66. W tym czasie utrzymywała się ze śpiewania w barach i restauracjach. W 1968 roku przeprowadziła się do Rio de Janeiro, gdzie występowała w słynnym klubie Beco das Garrafas w dzielnicy Copacabana, który był jedną z kolebek samby.
Poza występami w klubach, Alcione próbowała szczęścia w programach telewizyjnych dla początkujących muzyków. Wygrała eliminacje do programu A Grande Chance i podpisała kontrakt ze stacją TV Excelsior, występując w programie Sendas do Sucesso. Po sześciu miesiącach udała się w czteromiesięczne tournee po Ameryce Łacińskiej. W latach 70. odbyła dwuletnie tournee po Europie, wracając do Brazylii jako odnosząca wielkie sukcesy artystka.
W 1974 roku Alcione po raz pierwszy gościła w szkole samby Mangueira w Rio de Janeiro i wkrótce została zaproszona do udziału w paradzie karnawałowej. Od tamtej pory Alcione została wielką wielbicielką tej szkoły samby. W 1988 roku utworzyła szkółkę dla dzieci Mangueira do Amanhã i do dziś jest jej honorową prezeską.
W 1975 roku piosenkarka wydała swój pierwszy album A Voz do Samba. Utwory, które cieszyły się największą popularnością to Faz uma Loucura Por Mim i Promessa. Artystka jest laureautką wielu brazylijskich i światowych nagród, m.in. Grammy Latino, Prêmio da Música Popular Brasileira, Prêmio Contigo! MPB, Troféu Imprensa.
Alcione nigdy nie wyszła za mąż, nie może również mieć dzieci. Przeszła operację strun głosowych. Jest wyznawczynią spirytualizmu.

## Dyskografia
- A Voz do Samba (1975)
- Morte de Um Poeta (1976)
- Pra Que Chorar (1977)
- Alerta Geral (1978)
- Gostoso Veneno (1979)
- E Vamos à Luta (1980)
- Alcione (1981)
- Dez Anos Depois (1982)
- Vamos arrepiar (1982)
- Almas e Corações (1983)
- Da cor do Brasil (1984)
- Fogo da vida (1985)
- Fruto e raiz (1986)
- Nosso nome: resistência (1987)
- Ouro & Cobre (1988) (Ouro)
- Simplesmente Marrom (1989)
- Emoções Reais (1990)
- Promessa (1991)
- Pulsa, coração (1992)
- Brasil de Oliveira da Silva do Samba (1994)
- Profissão: Cantora (1995)
- Tempo de Guarnicê (1996)
- Celebração (1998)
- Claridade (1999)
- Nos Bares da Vida (2000) - ao vivo
- A Paixão tem Memória (2001)
- Alcione - Duetos(2004)
- Faz Uma Loucura por Mim (2004)
- Faz Uma Loucura por Mim - Ao Vivo (2005)
- Alcione e Amigos (2005)
- Uma Nova Paixão (2005)
- Uma Nova Paixão - Ao Vivo (2006)
- De Tudo Que eu Gosto (2007)
- Acesa (2009)
- Duas Faces - Jam Session (2011) - ao vivo
- Eterna Alegria (2013)
- Eterna Alegria - Ao Vivo (2014)
- Grandes encontros - Ao vivo (2015)
- Boleros - Ao vivo (2017)
- Tijolo por Tijolo (2020)

## Filmografia
| Rok  | Tytuł                              | Rola              | Stacja telewizyjna |
| ---- | ---------------------------------- | ----------------- | ------------------ |
| 1997 | Por Amor                           | Grała samą siebie | Rede Globo         |
| 2001 | O Clone                            | Grała samą siebie | Rede Globo         |
| 2007 | Amazônia, de Galvez a Chico Mendes | Lady Brown        | Rede Globo         |
| 2011 | Zorra Total                        | Grała samą siebie | Rede Globo         |
| 2012 | Cheias de Charme                   | Grała samą siebie | Rede Globo         |
| 2013 | Salve Jorge                        | Grała samą siebie | Rede Globo         |
| 2015 | Mister Brau                        | Tia Marizilda     | Rede Globo         |
| 2017 | A Força do Querer                  | Grała samą siebie | Rede Globo         |

## Nagrody i nominacje

### Grammy Latino
| Ano  | Kategoria                                | Tytuł                            | Wynik     |
| ---- | ---------------------------------------- | -------------------------------- | --------- |
| 2000 | Najlepszy album w kategorii Samba/Pagode | Claridade                        | Nominacja |
| 2003 | Najlepszy album w kategorii Samba/Pagode | Ao Vivo                          | Nagroda   |
| 2006 | Najlepszy album w kategorii Samba/Pagode | Uma Nova Paixão - Ao Vivo        | Nominacja |
| 2010 | Najlepszy album w kategorii Samba/Pagode | Acesa                            | Nominacja |
| 2012 | Najlepszy album w kategorii Samba/Pagode | Duas Faces: Ao Vivo na Mangueira | Nominacja |
| 2015 | Najlepszy album w kategorii Samba/Pagode | Eterna Alegria - Ao Vivo         | Nominacja |

### Prêmio da Música Brasileira
| Rok  | Kategoria                    | Nominacja | Wynik   |
| ---- | ---------------------------- | --------- | ------- |
| 2015 | Najlepsza wykonawczyni samby | Alcione   | Nagroda |

### Prêmio Contigo! MPB FM
| Rok  | Kategoria              | Tytuł                            | Wynik     |
| ---- | ---------------------- | -------------------------------- | --------- |
| 2012 | Najlepszy album samby  | Duas Faces: Ao Vivo na Mangueira | Nominacja |
| 2012 | Najlepsza wykonawczyni | Alcione                          | Nominacja |
| 2013 | Najlepszy album samby  | Eterna Alegria                   | Nominacja |
| 2013 | Najlepsza wykonawczyni | Alcione                          | Nominacja |
| 2014 | Najlepsza wykonawczyni | Alcione                          | Nominacja |

### Troféu Imprensa
| Rok  | Kategoria              | Nominacja | Wynik     |
| ---- | ---------------------- | --------- | --------- |
| 2003 | Najlepsza wykonawczyni | Alcione   | Nominacja |